# Фридонија (Ајова)
Фридонија (енгл. Fredonia) град је у америчкој савезној држави Ајова. По попису становништва из 2010. у њему је живело 244 становника.

## Демографија
Према попису становништва из 2010. у граду је живело 244 становника, што је -7 (-2.8%) становника више него 2000. године.
| Група             | 2000.       | 2010.       |
| Белци             | 170 (67,7%) | 124 (50,8%) |
| Афроамериканци    | 0 (0,0%)    | 1 (0,4%)    |
| Азијати           | 0 (0,0%)    | 6 (2,5%)    |
| Хиспаноамериканци | 79 (31,5%)  | 107 (43,9%) |
| Укупно            | 251         | 244         |